# 127e division de fusiliers motorisés
Pour les articles homonymes, voir 127e division.
Pour la 127e division de fusiliers motorisés existant entre 1957 et 1992, voir 102e base militaire russe.
La 127e division de fusiliers motorisés (en russe : 127-я мотострелковая дивизия, abrégé en 127 мсд), de son nom complet la 127e division de fusiliers motorisés de l'ordre de Koutouzov (127-я мотострелковая ордена Кутузова дивизия), est une grande unité des forces terrestres russes (n° d'unité 44980).
L'unité est stationnée dans l'Extrême-Orient russe. Elle a été formée à partir de deux brigades de fusiliers motorisés, la 59e et la 70e de la Garde en 2018, reprenant le numéro de la 127e division de mitrailleuses et d'artillerie (127-я пулемётно-артиллерийская дивизия) existant de 1990 à 2009 avant d'être transformée en 59e brigade. La division reprend les traditions de la 66e division de fusiliers, opérationnelle pendant la Seconde Guerre mondiale.
La division est engagée au combat lors de l'invasion russe de l'Ukraine en 2022.

## Historique
La division est formée en mai 1932 en Extrême-Orient soviétique sous le nom de 1re division (ou 2e division ?) de kolkhoze de l'Armée rouge,. Elle est renommée 66e division de fusiliers en mai 1936.
La division est engagée au combat en août 1945 avec le 35e armée lors de l'offensive de Mandchourie. Elle reçoit l'ordre de Koutouzov, 2e classe le 19 septembre 1945. Le 29 novembre 1945, elle est renommée 2e division de chars. 
Le 30 avril 1957, elle est renommée 32e division de chars puis 66e division de chars en janvier 1965. En décembre 1970, elle prend le nom de 277e division de fusiliers motorisés. En juin 1990, elle est renommée 127e division de mitrailleuses et d'artillerie (ru).

## Composition
Ordre de bataille de la 66e division de fusiliers pendant la Seconde Guerre mondiale :
- 33e régiment de fusiliers
- 108e régiment de fusiliers
- 341e régiment de fusiliers
- 161e régiment d'artillerie
- 118e groupe (divizion) indépendant antichar
- 473e groupe d'artillerie antiaérienne
- 99e compagnie de reconnaissance
- 91e bataillon de sapeurs
- 928e bataillon indépendant de transmissions
- 42e bataillon médico-sanitaire
- 118e compagnie indépendante de défense chimique
- 493e compagnie automobile
- 725e boulangerie de campagne
- 44e infirmerie militaire divisionnaire
- 235e bureau de poste de campagne
- 255e bureau de campagne de la Gosbank.

Ordre de bataille de la 2e division de chars dans les années 1950 :
- 33e régiment de fusiliers motorisés (transformé en 124e régiment mécanisé en mai 1953)[10]
- 75e, 76e et 210e régiments de chars
- 218e régiment de chars lourds[11]

Ordre de bataille de la 32e division de chars :
- 400e régiment de fusiliers motorisés (59e bataillon entre 1958 et 1962)[13],[14]
- 184e, 185e et 218e régiments de chars[15]

Ordre de bataille de la 277e division de fusiliers motorisés dans les années 1980 :
- QG de la division (n° d'unité 44980), au village de Sergeïevka ;
  - 77e bataillon indépendant de reconnaissance (n° d'unité 22426) ;
  - 243e bataillon indépendant du génie (n° d'unité 93580) ;
  - 79e bataillon indépendant de réparation (n° d'unité 98655), au village de Lipovtsi ;
  - 928e bataillon indépendant de transmissions (n° d'unité 14241) ;
  - 42e bataillon indépendant médical ;
  - 1139e bataillon indépendant de soutien logistique ;
  - une compagnie de guerre électronique ;
  - une compagnie de défense NBC ;
- 114e régiment de fusiliers motorisés de la Garde Doukhovsko-Khinganski (« de Doukhovchtchina-Khingan ») des ordres de la révolution d'Octobre, du Drapeau rouge et de Souvorov (n° d'unité 24776), à Oussouriisk ;
- 143e régiment de fusiliers motorisés (n° d'unité 21634), à Sergueïevka ;
- 394e régiment de fusiliers motorisés de l'ordre du Drapeau rouge (n° d'unité 25573), à Sergueïevka ;
- 218e régiment de chars (n° d'unité 82588), au village de Lipovtsi ;
- 872e régiment d'artillerie automotrice Vitebsko-Khinganski (« de Vitebsk-Khinkan ») de l'ordre d'Alexandre Nevski (n° d'unité 75234)
- 1171e régiment de missiles antiaériens (n° d'unité 65484), à Oussouriïsk.